# Ace File
Ace File (エースファイル) foi um grupo musical japonês que consiste em quatro cantores ídolos que foi anexado ao Horiagency.  Foi formada em 2000 e dissolvida em 2002.

## Resumo
Em 1999, Ace File era conhecido como ACE FILE'99.  O grupo original consistia de quatro membros de Horiagency, Yoshikawa Mae, Aki Oosawa, Miyuki Sonota, Karin Ooyama.  No próximo ano, em 2000, todos os membros, com excepção de Yoshikawa foram substituídos eo grupo foi renomeado para Ace File.  Depois de se tornar Ace File, a cor branca foi escolhida como a cor da imagem do grupo.  Sempre que eles apareceram em estágios, eles usavam roupas brancas.

## Membros
- Yoshikawa Mae (anteriormente em ACE FILE ’99)
- Nara Chiori (anteriormente um Oha Girl)
- Kushi Marina (anteriormente com CHECKICCO)
- Kudou Asagi (anteriormente um Oha Girl)

## Discografia

### Singles
- WHITE STATION – 2001 – Tema de Encerramento no I My Me! Strawberry Eggs

### Álbuns
- I My Me! Strawberry Eggs Music Textbook ~ Original Soundtrack (22 de agosto de 2001)
- I My Me! Strawberry Eggs CD Drama Extracurricular Lesson (21 de setembro de 2001)